# 万能ワクチン
万能ワクチン（ばんのうワクチン）とは、あらゆる型のインフルエンザウイルスに効果のあるワクチンのことである。またそのような抗体を万能抗体と呼ぶ。

## 概要
国立感染症研究所の内田哲也を中心とする研究班は、免疫細胞内にインフルエンザウイルスに似た人工物を送り込み細胞傷害性T細胞を誘導するワクチンを開発した。マウス実験においてソ連型、香港型、鳥インフルエンザの3つのウイルスに対する効果を確認し、実用化に向けて研究を進めている。
藤田保健衛生大学の黒沢良和学長らの研究グループは2014年2月に、愛知県に住む男性が過去に3種類の型のインフルエンザウイルスに感染し鳥インフルエンザH5N1型の抗体を持つことを公表した。万能抗体を作るワクチンの開発が期待できるとして、科学誌「プロスワン」に論文が掲載された。